# الباي حاج ابراهيم البورصالي
الباي إبراهيم البورصالي ، ولد في  بورصة العثمانية[بحاجة لمصدر]، نصّب بايا على اقليم التيطري التي كانت مدينة المدية عاصمة له بفرمان عثماني يوم الأحد 24 أغسطس 1794 خلفا لمحمد باي الدباح، وخلع عن المنصب واعتقل وصودرت ممتلكاته في 11 يوليو 1796، وعين مكانه سي حسن قايد بني سليمان. أطلق مصطفى آغا أمين بيت المال (الخزنجي) سراحه في 1798 وسمح له بالمغادرة إلى إلى تلمسان، حيث وضع  تحت الإقامة الجبرية.
كان أبوه الأغا أبو خودمي قائدا عاما للجيش العثماني في ناحية العمراوة في الشرق الجزائري، وهو كذلك حفيد الداي محمد بورصالي[بحاجة لمصدر] الذي كان حاكما للجزائر. كما عين ابنه محمد أبو خودمي بورصالي قاضيا حنفيا على مستغانم في مطلع القرن التاسع عشر.[بحاجة لمصدر]